# Listă de scriitori pakistanezi
Aceasta este o listă de scriitori pakistanezi.

## A - F
- Abdullah Hussein
- Aftab Hussein
- Agha Babur
- Ahmad Nadeem Qasimi
- Ahmed Ali
- Ahmed Faraz
- Ahmed Hamdani
- Alamgir Hashmi
- Alauddin Masood
- Altaf Fatima
- Altaf Gauhar
- Aamer Hussein (* 1955)
- Aziz Ahmad
- Badshah Munir Bukhari
- Bapsi Sidhwa
- Bina Shah
- Daud Kamal
- Dr Younis Butt
- Fahad Zafar
- Fahmida Riaz
- Faiz Ahmed Faiz

## G - K
- Hakim Said
- Ihsan Danish
- Intizar Husain
- Ismail Ahmedani
- Jawad Asghar
- Jamila Hashmi
- Jawwad Farid
- Kamila Shamsie
- Khuram Rafique[1]
- Kiran Bashir Ahmad
- Kishwar Naheed

## M - R
- Maki Kureishi
- Mazhar Hussain Rehmani
- Mirza Kalich Beg (1853–1929)
- Mohammed Hanif
- Mohammad Tanzeel-ul-siddiqi al-husaini
- Mohsin Hamid (* 1971)
- Muhammad Iqbal (1877–1938)
- Muhammad Munawwar Mirza
- Muhammad Sadiq
- Mumtaz Mufti
- Muneeza Shamsie
- Muniruddin Ahmed
- Mustansar Husain Tarar
- N. M. Rashed
- Nadeem Aslam
- Naseer Ahmad Nasir
- Nasim Yousaf
- Partawi Shah
- Qudrat Ullah Shahab
- Qurratulain Akhtar[2]
- Rasheed Ahmed Siddique
- Razi-ud-din razi[3]
- Roopa Farooki

## S - Z
- Saadat Hasan Manto
- Saadat Saeed
- Saeed Rashid
- Sarfraz Manzoor
- Shah Abdul Latif (1689/90–1752/53)
- Shaukat Siddiqi
- Shaukat Thanvi
- Shazad Ahmed Shazad
- Syed Ali Naqvi
- Syed Khalid Yazdani[4]
- Syed Mohammad Ali
- Tahir Alauddin
- Tahir Aslam Gora
- Tajammul Hussain
- Tariq Ali
- Umera Ahmed
- Wasif Ali Wasif
- Yousaf Saleem Chishti
- Zaib-un-nissa Hamidullah
- Zulfikar Ghose